# St. Otto (Herzogenaurach)

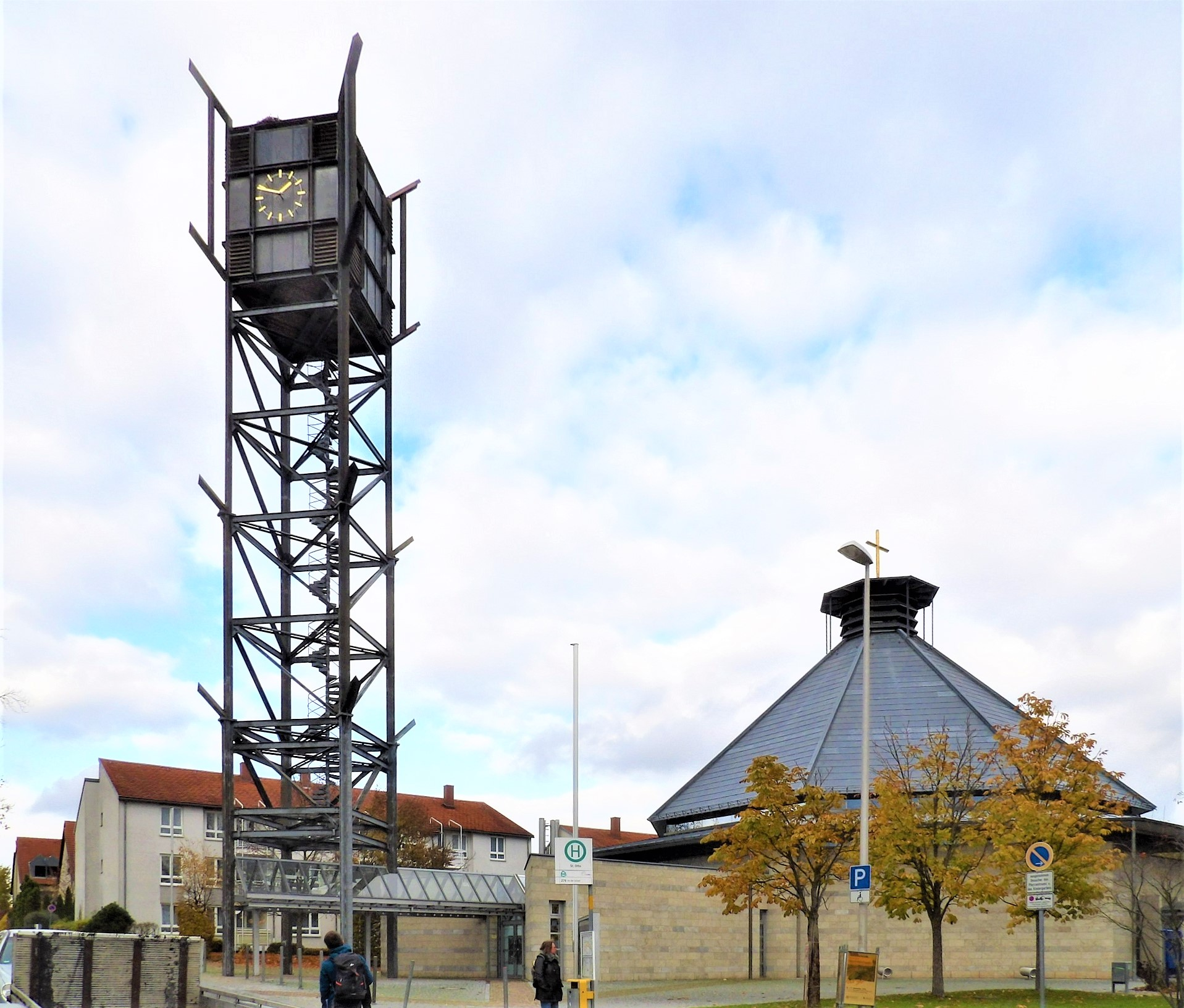
Pfarrkirche St. Otto in Herzogenaurach-West

Die Pfarrkirche St. Otto ist ein römisch-katholisches Kirchengebäude am westlichen Stadtrand der mittelfränkischen Kleinstadt Herzogenaurach. Die Kirche gehört zum Seelsorgebereich Aurachtal-Seebachgrund im Dekanat Erlangen des Erzbistums Bamberg.

## Lage und Baubeschreibung
Die im Westen Herzogenaurachs stehende Kirche befindet sich in einem ab Ende der 1950er Jahre entstandenem Wohngebiet und ist auf Grund ihrer Lage am Hang über der Stadt weithin sichtbar.
Der Kirchenkomplex besteht aus einem achteckigen Kirchenraum und einem futuristisch anmutenden Turm, einem Stahlgerüst mit einer würfelförmigen Glockenstube an der Spitze. Diese beiden Gebäudeteile sind durch eine Glasüberdachung verbunden. Der Kirchenraum trägt eine Kuppel, die von einem großen goldenen Kreuz bekrönt wird.

## Geschichte

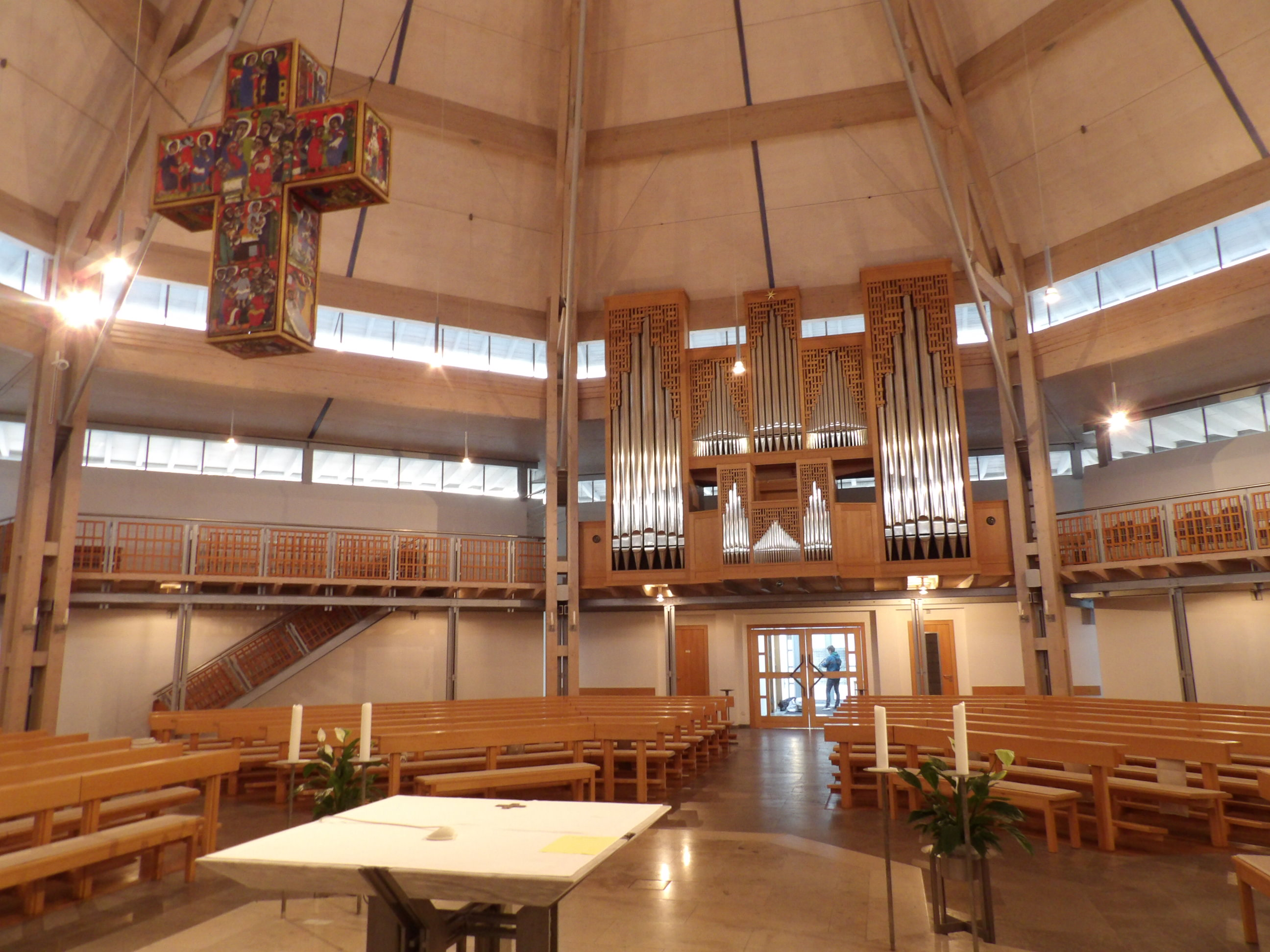
Innenraum

Mit dem Anwachsen der Bevölkerung in Herzogenaurach und den Gemeinden westlich der Stadt, die vor dem Zweiten Weltkrieg fast ausschließlich evangelisch waren, wurde die Stadtpfarrkirche St. Magdalena, die bislang einzige katholische Pfarrkirche der Stadt, als zu klein. Unter Pfarrer Ritter wurde 1968 die Gründung einer neuen Gemeinde im Wohngebiet am Welkenbacher Kirchweg geplant. Diese sollte dem Bistumspatron Otto von Bamberg unterstellt werden. Die Pfarrei St. Magdalena kaufte ein großes Grundstück an der Theodor-Heuss-Straße und begann 1974 mit dem Bau eines kleinen Kindergartens, der 1975 fertiggestellt wurde. 1979 erhielt die Gemeinde St. Otto eine gebrauchte Behelfskirche aus Holz, die auf dem Grundstück an der Theodor-Heuss-Straße aufgestellt wurde. Im Jahr 1986 wurde die Gemeinde St. Otto zur eigenen Filialkirchenstiftung erhoben und die Pläne für eine neue Pfarrkirche wurden allmählich konkreter.
1987 erteilte das Ordinariat des Erzbistums Bamberg schließlich die Baugenehmigung für das neue Gotteshaus. Zwei Jahre später präsentierte der Dombaumeister und Diözesanarchitekt Manfred Erhardt seinen Entwurf. Unter Leitung von Helmut Popp aus Herzogenaurach begannen 1991 die Bauarbeiten. Der erste Spatenstich wurde am 9. Juni 1991 durch Domkapitular Clemens Fink vorgenommen. Die Grundsteinlegung erfolgte zum St. Otto-Fest am 27. September 1991. Das Richtfest wurde genau ein Jahr später gefeiert.
Am 12. Juli 1994 wurde die neue Kirche feierlich durch Weihbischof Werner Radspieler geweiht. Zwei Jahre später wurde die Gemeinde zur eigenständigen Pfarrei ernannt und St. Otto in den Rang einer Pfarrkirche erhoben.

## Ausstattung
Im achteckigen Kirchenraum sind die Bänke um den Altar herum angeordnet. Über dem Altartisch schwebt das emaillierte Altarkreuz mit Darstellungen aus dem Leben Jesu, das Egino Weinert 1995–1997 schuf.
Der Metallbildner Klaus-Peter Scherer aus Nürnberg gestaltete in Metall Altar, Ambo, Taufbecken und Leuchter.

## Glocken
In der geschlossenen Glockenstube des als offenes Stahlgerüst ausgeführten Kirchturms hängen in einem hölzernen Glockenstuhl vier Bronzeglocken, die 1994 von der Glockengießerei Bachert gegossen wurden.
| Glocke | Name                    | Durchmesser | Gewicht | Schlagton | Inschrift                                                |
| ------ | ----------------------- | ----------- | ------- | --------- | -------------------------------------------------------- |
| 1      | Christus König          | 1260 mm     | 1090 kg | e′-3      | CHRISTUS, KÖNIG DES HIMMELS UND DER ERDE                 |
| 2      | Hl. Johannes der Täufer | 1110 mm     | 780 kg  | fis′      | JOHANNES, WEGBEREITER DES HERRN                          |
| 3      | Hl. Otto                | 0940 mm     | 510 kg  | gis′      | HL. OTTO, SCHÜTZE UNSERE GEMEINDE                        |
| 4      | Hl. Josef               | 0830 mm     | 350 kg  | h′        | HL. JOSEF, BITTE FÜR DIE STERBENDEN UND DIE VERSTORBENEN |

## Orgel

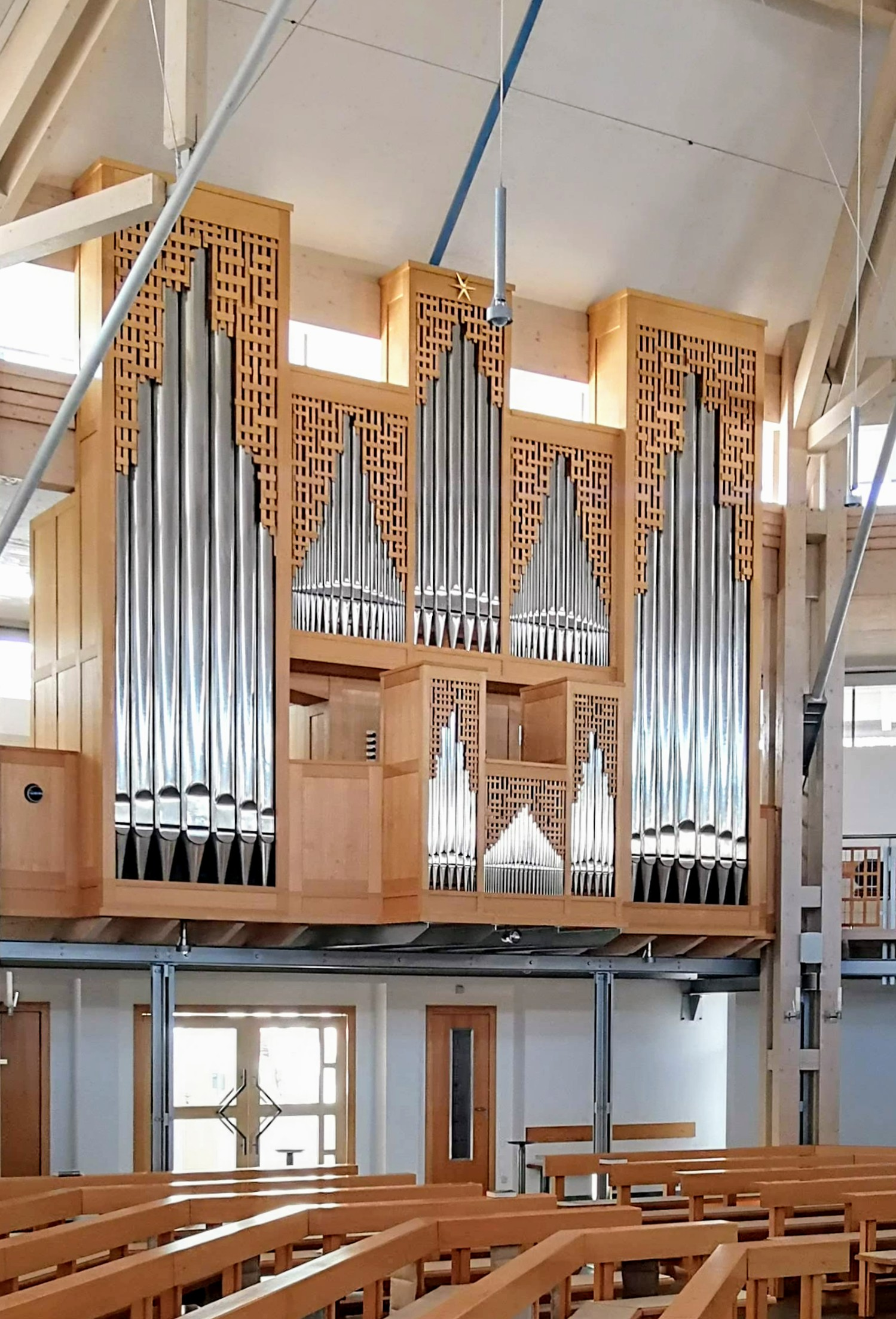
Ahrend-Orgel

Die Orgel der Orgelbaufirma Ahrend wurde 2007 von Erzbischof Ludwig Schick geweiht. Sie verfügt über 26 Register und mechanische Trakturen. Die Disposition lautet wie folgt:
| I Rückpositiv C–f3 |       |
| Gedackt            | 8′    |
| Quintadena         | 8′    |
| Prinzipal          | 4′    |
| Spitzflöte         | 4′    |
| Oktave             | 2′    |
| Waldflöte          | 2′    |
| Quinte             | 1 ⁄3′ |
| Sesquialtera II    |       |
| Dulcian            | 8′    |

| II Hauptwerk C–f3 |                        |
| Bordun            | 16′                    |
| Principal         | 8′                     |
| Hohlflöte         | 8′                     |
| Gambe             | 8′                     |
| Octave            | 4′                     |
| Nasat             | 3′                     |
| Octave            | 2′                     |
| Cornett II (ab f) | 8′ + 1 3⁄5′            |
| Terz              | 1 3⁄5′                 |
| Mixtur III–IV     | 1 ⁄3′ (ab c1 + 5 1⁄3′) |
| Trompete          | 8′                     |

| Pedal C–f1    |     |
| Principalbass | 16′ |
| Subbass       | 16′ |
| Octavbass     | 8′  |
| Octavbass     | 4′  |
| Posaune       | 16′ |
| Trompetenbass | 8′  |

- Koppeln: II/I, I/P, II/P
- Effektregister: Tremulant auf beide Manualwerke wirkend
- Temperatur: Werckmeister modifiziert (Jürgen Ahrend)